# 특성이론
특성이론(trait theory) 혹은 기질이론(dispositional theory)은 인격(human personality)에 관한 심리학 연구 이론이다. 특성이론학자들은 행동, 사고, 감정의 습관적 패턴으로 정의되는 특성(trait)의 측정에 관심을 가지고 있다. 이러한 관점에 의하면, 특성들은 장기간 안정된 성격의 단면으로, 개인마다 다르며(예를 들어, 누구는 사교적이지만 다른 사람은 아님), 상황을 뛰어넘어 일관적이며, 행동에 영향을 준다. 특성은 정신상태(mental state)와는 반대되는, 일시적인 기질(transitory disposition)이다.
일부 이론과 체계에서 특성은 한 개인에게 있거나 없는 것이지만, 다른 특성에서는 외향성과 내향성(extraversion vs. introversion)과 같은 것으로, 이러한 스펙트럼을 따라 정도를 매기는 것이다.
특성을 규정하는 두 방법이 있다. 내적 원인적 특성(internal causal property)이나 순수한 기술적 개요(purely descriptive summary)이다. 내적 원인 규정으로서의 특성은 우리의 행동에 영향을 끼쳐서 특성을 따라 무언가 하게 한다는 것이다. 반면, 기술적 개요로서의 특성은 인과관계를 암시하지 않는 우리의 행위에 대한 묘사이다.

## 역사
고든 올포트(Gordon Allport)는 특성 연구의 초기 선구자였다. 이 초기 연구가 현대 심리학의 성격(personality) 연구의 시작으로 여겨진다. 올포트는 저서에서 특성을 기질(disposition)이라고 하였다. 그는 주요 특성(cardinal traits)이 행동을 지배하고 형성한다고 보았다. 돈, 명예에 대한 갈망과 같은 열정(passion) 혹은 강박(obsession)이 지배한다고 본다. 반면 모든 사람에게 어느 정도 보이는 특성인 정직(honesty)과 같은 중심 특성(central traits)이 있다. 마지막으로 부차 특성(secondary traits)은 친한 사람만 아는 호불호와 같은 특정 환경에서만 보이는 기질이 있다. 이는 인간 복잡성에 대한 완벽한 도상을 제공하려 할 때 포함된다.
이를 대체하는 이론과 척도들은 나중에 개발되었다.
- 레이몬드 카텔의 16가지 성격요인 설문(Raymond Cattell's 16PF Questionnaire)
- J.P.길포드의 지성 구조(J. P. Guilford's Structure of Intellect)
- 헨리 머레이의 머레이 욕구 체계(Henry Murray's system of needs)
- 티모시 리어리의 대인관계원형모형(Timothy Leary's Interpersonal circumplex)
- 마이어스-브릭스 유형 지표(Myers–Briggs Type Indicator)
- 제프리 엘런 그레이의 생물심리학 성격 이론(Jeffrey Alan Gray's biopsychological theory of personality)
- 아이센크 성격 검사(Eysenck Personality Questionnaire, EPQ) 혹은 세 요인 모델(the three-factor model) : 요인분석(factor analysis)을 통해 한스 아이센크(Hans Eysenck)는 성격이 세 주요 특성(major traits)으로 축약된다고 하였다. 신경성(neuroticism), 외향성(extraversion), 정신질환성(psychoticism)이 그것이다.[5][6]
- 5가지 성격 특성 요소(Big Five personality traits), 혹은 다섯 요인 모델(the five-factor model) : 최근 많은 심리학자들은 요인 다섯개면 충분하다고 본다. 신경성(neuroticism), 외향성(extraversion), 경험에 대한 개방성(openness to experience), 친화성(agreeableness), 성실성(conscientiousness)이 그것이다.[7][8]
- TCI(Temperament and Character Inventory)-기질 및 성격 검사지

## 성격 특성 목록
| 경험에 대한 개방성(Openness to experience)            | 서로 관련되어 있지만 분리된 경험에 대한 개방성과 지성에 대한 개방성(Openness to Intellect). 행동적 특성으로는 폭넓은 관심, 상상력과 통찰력, 배외측전전두엽(dorsolateral prefrontal cortex) 활동과 관련되어 있음. 주로 인지적 특성(cognitive trait)으로 여겨짐. |
| 성실성(Conscientiousness)                             | 개인의 양심에 따라 혹은 의식으로 유도되는 꼼꼼하고 세심하며 원칙에 입각한 행동, 배외측전전두엽과 관련되어 있음. |
| 외향성(Extraversion)                                  | 사교적이고 외향적이며 사회성 밝고 자신의 성격을 밖으로 표현함. 반대는 내향성(introversion). 외향성은 특정 유전적 표지에 있어 약물남용과 같다고 함. 외향성은 여러 전두엽(prefrontal cortex)과 편도체(amygdala) 영역과 관련되어 있음. |
| 붙임성(Agreeableness)                                 | 복종, 신뢰, 공감, 동정, 우호, 협동을 의미. |
| 신경증(Neuroticism)                                   | 심리적 불안에 걸리기 쉬운 정도. 불안, 우울, 자의식, 충동, 취약함이 강하고, 호전성을 보임, 신경증은 성격 관련 병리(personality pathology)의 주요 원인(Eysenck & Eysenck, 1969), 신경증은 세로토닌운반체(serotonin transporter, 5-HTT)와 연계되어 왔음. 시상(thalamus)에 영역이 연결되어 있으며, 섬 피질(insular cortex) 활동도 연결되어 있음. 신경증(Neuroticism)은 더욱 부정적인 삶의 경험이 발생할 가능성을 높임. |
| 정직성-겸손(Honesty-humility)                         | 진정성, 겸손, 공정, 청렴(greed avoidance)과 관련. 점수가 좊은 사람은 타인 조종의 욕구가 거의 없고나 사익을 위한 규칙 위반의 욕구가 거의 없음. |
| 자존감(Self-esteem) (낮은 경우)                       | 자기(self)에 대한 호의적 혹은 비호의적인 태도.(Rosenberg, 1965). 개인의 자신에 대한 가치감이나 자신에게 가치를 부어하고 인정하고 평가 매기고 조상하고 좋아하는 데 있어서의 정도.(Blascovich & Tomaka, 1991). |
| 피해 회피(Harm avoidance)                             | 수줍어함, 두려워함, 불확실함, 걱정하는 경향. 조산과 같은 신생아 합병증은 피해 회피에 영향을 준다고 함. 식이장애가 있는 사람은 피해 회피 경향이 높음. 편도체 좌측 부피가 이 경향과 관련 있으며, 연구들에서 안와질(orbitofrontal), 후두부(occipital), 두정부(parietal) 영역의 회색질 부피가 관련있다고 함 |
| 참신성 추구(Novelty seeking)                          | 충동, 탐구, 변덕, 흥분, 성급, 사치와 관련되어 있음. 중독 행동(addictive behavior)과 관련되어 있음 |
| 감각 처리 예민성(Sensory processing sensitivity, SPS) | 극도로 예민한 사람(highly sensitive person, HSP)의 특성을 정의, 극도로 예민한 사람이 보이는 과잉자극(overstimulation), 감정 반응, 공감, 자극에 대한 예민성에 대한 예민한 사람들의 성향에 깔린 감각 입력의 심도가 높은 것. |
| 완벽주의(Perfectionism)                               | 완벽 추구는 적응적(adaptive)이진 않음 (Paul Hewitt, PhD) 사회 지시적 완벽주의 : 너가 완벽할 때만 타인들이 너를 인정 자기 유래적 완벽주의 : 내면의 동기로부터 나온 완벽하려는 욕구 강박행동(obsessional behavior)과 연관되어 있는 특성 중 하나이며, 강박성(obsessionality)은 기저핵(basal ganglia)의 통제를 받는 것으로 보임. |
| 감정표현불능증(Alexithymia)                           | 감정 표현 불능. 내적 경험에 대하여 말하지 못함 (Rený J. Muller PhD). 뇌졸중 환자에 대한 연구에서, 감정불능증은 뇌경색(cerebral infarction) 이후 우반구(right hemisphere) 병변이 발달한 환자에게 우세함. 외상후스트레스장애(post-traumatic stress disorder, PTSD), 아동 학대, 방임과 감정불능증은 정적 연관이 있음. 심리측정학(psychometric) 검사와 fMRI를 활용한 연구에서 섬 피질, 후대상피질(posterior cingulate cortex, PCC), 시상의 정적 반응을 보임. |
| 엄격성(Rigidity)                                      | 유연하지 못함, 전환의 어려움, 기존 패턴에 대한 고수. 정신적 엄격성은 집행기능(executive function) 결핍에서 나옴. 원래는 전두엽 증후군(frontal lobe syndrome)이라고 하였으나, 수행장애증후군(dysexecutive syndrome)이라고도 하며, 전두엽 손상으로 인하여 발생함. 물리적 손상, 헌팅턴 증후군(Huntington's disease) 등의 질병 혹은 혈중 산소 농도 감소니 무산소로 인한 손상 등으로 발생. |
| 충동성(Impulsivity)                                   | 위험 감내, 계획성 부족, 섣부른 결정.(Eysenck and Eysenck) 탈억제(disinhibition)의 한 요소. 충동성의 비정상적 패턴은 우측 전두회(right inferior frontal gyrus)의 병변과 연관되어 있으며, 안토니오 다마시오(Antonio Damasio) 연구에서, 복부전두엽피질(ventromedial prefrontal cortex) 손상은 정상 지능을 가진 사람이 일상의 결단 능력이 결핍되는 것을 야기함. 이런 손상을 입은 사람은 자신의 행동이 가져올 미래의 영향을 의식하지 못하고 현재 여기 일에 대해서만 고려함. |
| 탈억제(Disinhibition)                                 | 행동적 탈억제는 충동 억제 능력 결핍이나 의지가 없으며, 집행기능(executive functioning)의 주요 구성요소임. 연구자들은 주의력결핍 과잉행동장애(ADHD)로 인한 행동 억제 능력이 부족하다고 강조해 왔다. 안와전두엽 증후군(orbitofrontal lobe syndrome)의 징후이며, 외상성 뇌손상(traumatic brain injury), 허혈성 저산소뇌병증(hypoxic ischemic encephalopathy, HIE), 무산소뇌병증(anoxic encephalopathy), 파킨슨병과 같은 변성질환(degenerative disease), 라임병(Lyme disease)이나 신경성매독(neurosyphilis)과 같은 박테리아 혹은 바이러스 감염으로 인한 후천성장애인 전두엽증후군(frontal lobe syndrome)의 하위유형이다. 탈억제는 약물남용장애(substance abuse disorders), 비만, BMI 높은 수치, 과식, 식사 진도 증가, 허기 느낌과 연관되어 있다. |
| 정신병성향(Psychoticism)                              | 정신병성향은 공격성과 대인관계상의 호전성을 전형으로 보이는 성격 패턴이다. 한스 아이센크(Hans Eysenck)의 성격모델 내 특성 4개 중 하나이다. 특성이 높은 수준이면 조현병(schizophrenia)과 같은 정신병에 취약함을 많이 보이는 것과 관련있다고 아이센크는 말한다. 또한 정신병의 혈연성은 특성이 높게 나타난다고 보며, 특성의 유전적 기반을 시사한다. |
| 강박성(Obsessionality)                                | 지속성, 이따금 불편함, 생각이나 사고나 이미지나 감정이 자주 혼란스러움, 반추(rumination), 불안 상태 유도. 강박성은 기저핵 기능부전으로 발생하기도 한다. |

## 같이 보기
- CHC이론
- 성격심리학